# Реассортация
Реассорта́ция — смешение генетического материала вида, приводящее к появлению совершенно новых комбинаций у дочерних особей. Несколько процессов способствуют реассортации, в их числе хромосомная сортировка (англ. assortment of chromosomes) и кроссинговер. Отчасти этот процесс имеет место тогда, когда два похожих вируса поражают одну и ту же клетку и обмениваются генетическим материалом. В частности, реассортация происходит у вируса гриппа, чей геном состоит из 8 отдельных сегментов РНК. Эти сегменты выступают как мини-хромосомы, и всякий раз, когда происходит сборка частицы вируса гриппа, в состав частицы включается одна копия каждого сегмента.
Если один хозяин (человек, курица или другое животное) заражается двумя различными штаммами вируса гриппа, возможно, что вновь собранные вирусные частицы будут состоять из сегментов смешанного происхождения — одни происходят от первого штамма, другие — от второго. Новый штамм будет иметь признаки от двух родительских линий.
Реассортация лежит в основе некоторых крупнейших антигенных изменений в истории вируса гриппа. В 1957 и 1968 годах пандемию вызвали штаммы, появившиеся в результате реассортации между птичим вирусом и человеческим вирусом. Вирус H1N1 вызвал пандемию свиного гриппа в 2009 году и представлял собой необычную смесь генетических последовательностей вирусов гриппа человека, птиц и свиней.